# Gundel Takács Gábor
Gundel Takács Gábor (Budapest, 1964. augusztus 27. –) Táncsics Mihály-díjas magyar újságíró, műsorvezető, sportriporter, kommentátor.

## Életpályája
Szülei: Dr. Takács Ervin és Gundel Márta (Gundel Károly egyik unokája). 1983–1995 között a Magyar Televízió Telesport szerkesztőségében dolgozott. 1989–1993 között a Testnevelési Egyetem hallgatója volt. 1991–1997 között a Rádió Bridge munkatársa volt. 1996–2000 között a(z) Eurosport magyar adásának volt a munkatársa. 1998-tól 1 évig a Tenisz magazin főszerkesztője is volt. 1999-től a Danubius Rádió műsorvezetője.
2000-től a Sport 1 TV-n szerepelt, majd 2007-ben visszatért a Magyar Televízió képernyőjére. Sportkommentátori munkái mellett több sikeres produkció műsorvezetője.
Többek között ő volt a magyarországi kommentátora az Eurovíziós Dalfesztiválnak 1998-ban, 2007 és 2009 között, valamint 2011 és 2016 között. 2007-től Az örökös című műveltségi játék vezetője, majd a köztévén futó Maradj talpon! című kvízshow házigazdája volt egészen felmondásáig (helyét Héder Barna vette át).
2016-ban elvállalta a Reformáció 500 rendezvénysorozat nagyköveti, 2017-ben pedig a Budapesti Olimpiáért Mozgalom (BOM) szóvivői megbízását.
2017-ben felmondott az MTVA-nál, azóta a Szemlélek internetes magazinban Komolyan kérdezem címen blogot vezet. Ugyanezen évben a FINA 2017 sportkommentátora is.
2017 őszén pedig visszatért a televíziós vetélkedők világába, a TV2-n újraélesztve az Áll az alku című műsort. 2019 januárjától pedig a Legyen Ön is milliomos! című vetélkedőt vezette szintén a TV2 műsorán.
A rendszerváltás után kinyílt körülöttünk a világ, ezáltal egyre inkább el tudjuk magunkat helyezni benne. Tudjuk, hogy kicsi ország kicsi nemzete vagyunk, és tudjuk, hogy mik a korlátaink. Persze, vitatkozunk, meg tudjuk-e csinálni a vizes vébét – meg tudtuk –, meg tudunk-e rendezni egy olimpiát. Vajon kiderül-e valaha? (…) Önmagunkat, a saját önbizalmunkat keressük, a hitet, hogy mi is vagyunk valakik a nagyvilágban. Azt, hogy nem lehet igaz, hogy örök vesztesek vagyunk. Aki pedig nem akar vesztes lenni, az megbecsüli a kis győzelmeket is. Megbecsüli azt, ha valaki odaáll és megpróbálja legyőzni önmagát. Ezért szurkolunk olyan önfeledten, ezért remegnek meg a falak már akkor is, amikor egy magyar úszó bevonul reggel az előfutamra. Mert már az is óriási munka eredménye, hogy egyáltalán bevonulhasson. Az arénákban értjük meg azt is, hogy mi, akik hajlamosak vagyunk ketten három irányba húzni, a lelátón együtt vagyunk, egyek vagyunk és ez fantasztikusan jó, erőt adó érzés. És az este végén nemcsak egy élménnyel leszünk gazdagabbak. Kicsivel többet tudunk arról is, hogy kik vagyunk mi, magyarok. És ha ezt a tudást elvisszük magunkkal a hétköznapjainkba, akkor minden versenyen győztesek lehetünk.
2021. június 1-től a Magyar Olimpiai Bizottság kommunikációs igazgatója lett. 2022 márciusában a lejáró szerződését nem hosszabbították meg.
2021. szeptemberétől az RTL Három csatornán és az RTL+ oldalon közvetíti az Európa-liga és a Konferencia Liga mérkőzéseit. 2024-től pedig a Bajnokok Ligája első számú kommentátora. 

## Magánélete
Három gyermeke van: Gergely (1993), Anna (1996) és Bence (1998). Református vallású.

## Műsorai

### Köztévé
- Telesport (MTV1, MTV2: 1983–1995)
- 1992. évi nyári olimpiai játékok – kommentátor (MTV1, MTV2)
- Játék határok nélkül – műsorvezető (MTV2, MTV1: 1994–1999), kommentátor (M1: 2014; Duna: 2015)
- Labdarúgó-világbajnokság – kommentátor (M1: 1998, 2010, 2014)
- Eurovíziós Dalfesztivál – magyar kommentátor (M1: 1998, 2007–2009, 2011–2014; Duna: 2015–2016)
- Az örökös (M1)
- A Társulat – műsorvezető (M1, 2007–2008)
- Labdarúgó-Európa-bajnokság – kommentátor (M1: 2008, 2012, M4 Sport: 2016)
- Csináljuk a fesztivált! – műsorvezető (M1)
- Hogy volt?! (M1)
- Sztársáv – műsorvezető (M1)
- Maradj talpon! – műsorvezető (M1: 2011–2014, Duna: 2015–2017)
- 2012. évi nyári olimpiai játékok – megnyitó-ünnepség, kézilabda-mérkőzések kommentátora (M1, M2, Duna)
- Női kézilabda-Európa-bajnokság – kommentátor (M1: 2012)
- A Dal – műsorvezető (M1: 2012, 2013, 2014)
- A következő! – műsorvezető (M1: 2013–2014)
- 2016. évi nyári olimpiai játékok – az M4 Sport budapesti műsorvezetője (M4 Sport)

### RTL
- Heti Hetes – vendég (2000)
- UEFA Európa-liga és Konferencia Liga – kommentátor (RTL+ / RTL Három: 2021–2022, 2022–2023)
- Gólkirályság – önmaga, mellékszereplő (TV sorozat) (2023–)
- Az ugrás – műsorvezető (2024–)
- UEFA-bajnokok ligája – kommentátor (2024–)
- 5 Arany Gyűrű – műsorvezető (2025–)

### TV2
- Dalnokok ligája – zsűrielnök (2003-2004)
- Buzera (2005)
- Áll az alku – műsorvezető (2004–2006, 2017–2019)
- Legyen Ön is Milliomos! – műsorvezető (2019)
- Catch – Úgyis utolérlek! – kommentátor (2019)
- Sas taps
- UEFA-bajnokok ligája – kommentátor (2008–09, 2009–10, 2010–11; Spíler1 TV, Spíler2 TV: 2018–2019)

### Danubius Rádió
- Cappucino

### Viasat 3
- KérdezŐ[10] (2018)

### ATV
- A Géniusz (2021−)
- Favorit (2024)

### Arena4
- Bundesliga – kommentátor (2022-2025)

## Könyvei
- TeleSportré, avagy amit a tévében nem mondhattunk el; WINKOM Kft., Bp., 1993
- Ami egyszer elmúlt, nem múlik el többé. Avagy ami a világhálón fennakadt; Background Communication, Bp., 2003
- A sport művészet. Beszélgetések arról, amit nem lehet megtanítani; Alexandra, Pécs, 2010

## Díjai
- MTV Nívódíj
- MOB-médiadíj, nívódíj (1994)
- Szkíta Aranyszarvas díj (2005)
- Kamera Hungária Közönségdíj (2006)
- Feleki László-díj (2012)[11]
- Magyar Arany Érdemkereszt (2013)[12]
- Prima díj (2013)
- Magyar Televíziós Újságírók Díj (2014)[13]
- Táncsics Mihály-díj (2015)
- Érd díszpolgára (2024)